# Енергетична яскравість
Енергетична яскравість {\displaystyle L_{e}} — енергетична фотометрична величина, відношення потоку випромінювання, що випускається з нескінченно малої площинки джерела і поширюється в нескінченно малому тілесному куті, до площі проєкції цієї площинки на площину, перпендикулярну до напрямку поширення, і величини тілесного кута.
{\displaystyle L_{e}={\frac {d^{2}\Phi _{e}}{dA_{ii}\cdot d\Omega \cdot cos\theta }}.}
У Міжнародній системі одиниць (SI) енергетична яскравість вимірюється у Вт/(ср·м2).